# Drocourt (Yvelines)
Drocourt is een gemeente in het Franse departement Yvelines (regio Île-de-France) en telt 463 inwoners (2005). De plaats maakt deel uit van het arrondissement Mantes-la-Jolie.

## Geografie
De oppervlakte van Drocourt bedraagt 3,9 km², de bevolkingsdichtheid is 118,7 inwoners per km².
De onderstaande kaart toont de ligging van Drocourt (Yvelines) met de belangrijkste infrastructuur en aangrenzende gemeenten.

## Demografie
Onderstaande figuur toont het verloop van het inwonertal (bron: INSEE-tellingen).